# Das Geheimnis des siebten Weges
Das Geheimnis des siebten Weges (Originaltitel: De Zevensprong, dt. Der Siebensprung) ist eine Fernsehserie des Regisseurs Karst van der Meulen aus dem Jahr 1982, basierend auf dem gleichnamigen Jugendbuch der niederländischen Autorin Tonke Dragt. Sie besteht aus 13 halbstündigen Folgen. Die deutsche Erstausstrahlung fand ab Juni 1984 statt.

## Inhaltsangabe

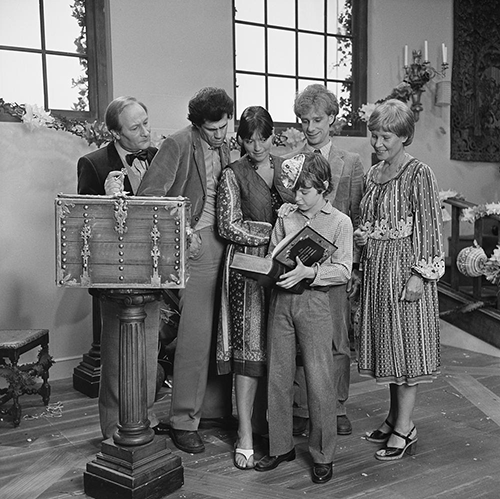
Geert-Jan mit dem Schatz (Buch). Von links nach rechts: Jan Thomtidom (Cor van Rijn), Jan Toereloer (Joost Prinsen), Juffrouw Rosmarijn (Marijke Merckens), Geert-Jan Grisenstijn (Czeslaw de Wijs), Frans van der Steg (Peter Bos) und Tante Willemijn (Kitty Janssen)

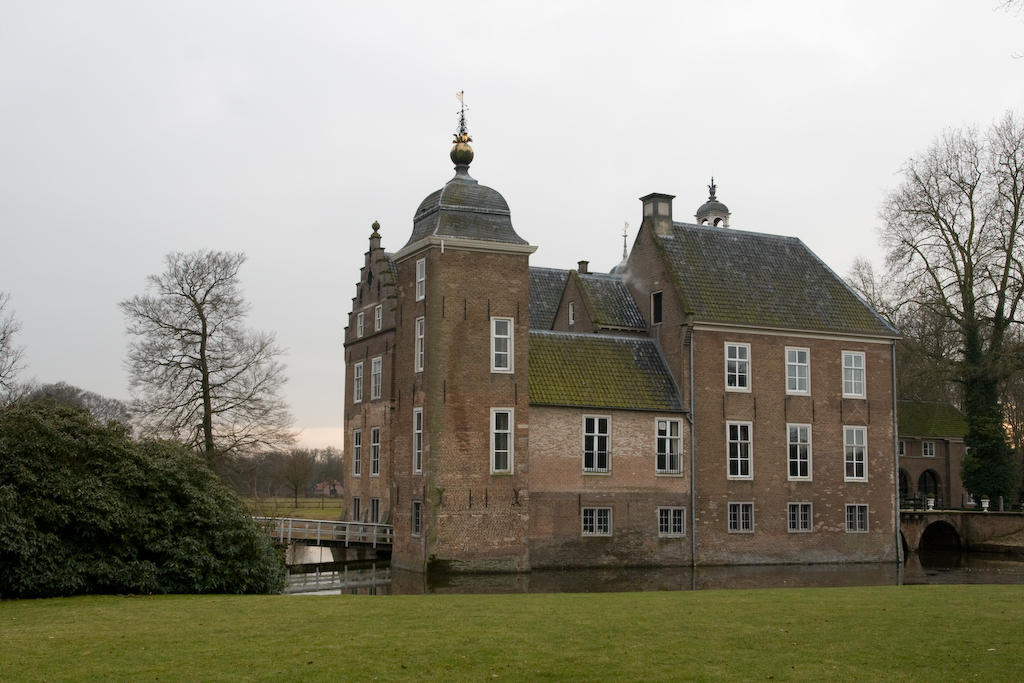
Das Treppenhaus, Schloss Ruurlo in Ruurlo

Der Lehrer Franz van der Steg tritt eine neue Stelle in der niederländischen Provinz Achterhoek an. Jeden Tag erzählt er seinen Schülern phantastische Geschichten. Doch eines Tages wird eine dieser Geschichten Wirklichkeit. Er erzählt den Kindern, dass er einen mysteriösen Brief von einem geheimnisvollen Fremden erwartet. Am selben Abend blitzt und donnert es und er bekommt tatsächlich unter mysteriösen Umständen einen Brief. Dort steht, dass er am nächsten Freitag um Punkt halb Acht von einer Kutsche abgeholt wird, da der Absender Gr.Gr. mit ihm etwas zu besprechen habe. Zuerst vermutet er, dass der Brief von seinen Schülern stammt. Aber Schrift und die Ausdrucksform passen nicht zu Kindern. Am besagten Freitag erscheint tatsächlich eine Kutsche, in die er einsteigt. Da der unfreundliche Kutscher ihm nicht erzählen will, wo es hingeht, fordert er ihn auf anzuhalten, um auszusteigen. So steht er mitten in der Nacht an einer Waldkreuzung namens Siebensprung, die aber nur sechs Wege anzeigt. Der geheimnisvolle siebte Weg soll zu einem Schloss namens „Treppenhaus“ führen. Mit der Zeit lernt er die Verschwörung der 7 kennen, welcher er sich als siebtes Mitglied anschließt. Die anderen Mitglieder sind Jan Thomtidom (Magier), Jan Toereloer (Kutscher und Verbindungsoffizier), Tante Willemijn, Fräulein Rosemarijn, Roberto/Mopro und Iwan der Spion (der schwarze Hauskater von Geert-Jan mit den grünen Augen). Nach mehreren Abenteuern kommt er ins Treppenhaus, wo ihn Graf Grauenstein (Gr. Gr.) bittet, seinen zehnjährigen Neffen Geert-Jan als Hauslehrer zu unterrichten. Gegen später stellt sich heraus, dass Geert-Jan dort gefangen gehalten wird während der eigennützige Onkel nach einem geheimnisvollen Schatz sucht, auf den die Prophezeiung eines Vorfahren, dem verrückten Gregorius, hinweist.
- Die Prophezeiung: „Könnte der Schatz mit Worten den Mensch erreichen? Sagte er oh Kind und Kindeskinder, diese Reime behalte im Sinn. Diese Worte sind das Zeichen: Einer allein ist nimmer mehr mein Finder und eine Leiter weiset wo ich bin. Diese Worte sind das Zeichen: Alle Kinder die Du findest sind Freunde, die dem Feind widerstehen. Diese Worte sind das Zeichen; Fremder, der du den Drachen bindest, musst die sieben Wege gehen. Grünärmel wird die Verse deuten, Grünauge wird den Schlüssel finden, Grünhaar wird den Drachen binden.“[2]

Nach und nach deckt van der Steg mit den Verschwörern verschiedene Rätsel und Mysterien auf und entdeckt an der Geburtstagsparty von Geert-Jan mit ihm den Schatz, unterstützt von den anderen Verschwörern. Bei dem Schatz handelt es sich um eine wertvolle mittelalterliche Handschrift in Buchform, die im Kern besagt, dass Freunde wichtiger als alles Gold der Welt seien. Da der Schatz nun gefunden wurde hat Graf Grauenstein somit kein Interesse mehr an Geert-Jan. Dieser darf von nun an an die öffentliche Schule gehen und kommt bei Fräulein Rosemarijn unter, die mit Geert-Jans verstorbenem Vater befreundet war und sich in dieser Zeit bereits um Geert-Jan gekümmert hatte.

## Episodenliste
| Nr. (ges.) | Nr. (St.) | Deutscher Titel              | Originaltitel           | Erstausstrahlung Niederlande | Deutschsprachige Erstveröffentlichung (D/A/CH) |
| ---------- | --------- | ---------------------------- | ----------------------- | ---------------------------- | ---------------------------------------------- |
| 1          | 1         | Der Brief                    | De brief                | 30. Sep. 1982                | 17. Juni 1984                                  |
| 2          | 2         | Der Mopro                    | De brozem               | 7. Okt. 1982                 | 24. Juni 1984                                  |
| 3          | 3         | Schein und Wirklichkeit      | Schijn en wezen         | 14. Okt. 1982                | 1. Juli 1984                                   |
| 4          | 4         | Das Komplott                 | Het complot             | 21. Okt. 1982                | 8. Juli 1984                                   |
| 5          | 5         | Fräulein Rosmarijn           | Juffrouw Rosmarijn      | 28. Okt. 1982                | 15. Juli 1984                                  |
| 6          | 6         | Die Säule mit dem Katzenkopf | De zuil met de kattekop | 4. Nov. 1982                 | 22. Juli 1984                                  |
| 7          | 7         | Der siebte Weg               | De zevende weg          | 11. Nov. 1982                | 29. Juli 1984                                  |
| 8          | 8         | Geert-Jan Grauenstein        | Geert-Jan Grisenstijn   | 18. Nov. 1982                | 5. Aug. 1984                                   |
| 9          | 9         | Die Schatzsuche              | Zoeken                  | 25. Nov. 1982                | 12. Aug. 1984                                  |
| 10         | 10        | Der goldene Schlüssel        | De gouden sleutel       | 2. Dez. 1982                 | 19. Aug. 1984                                  |
| 11         | 11        | Geburtstagspläne             | Verjaardagsplannen      | 9. Dez. 1982                 | 26. Aug. 1984                                  |
| 12         | 12        | Grünhaar                     | Groenhaar               | 16. Dez. 1982                | 2. Sep. 1984                                   |
| 13         | 13        | Der Schatz                   | De schat                | 23. Dez. 1982                | 9. Sep. 1984                                   |

## Trivia
- Die Serie wurde im Achterhoek gedreht. Die Siebensprung-Kreuzung (Koordinaten:52°05'57.3"N 6°27'18.0"E) befindet sich im Wald 600 m nördlich von Ruurlo, das Treppenhaus südlich in Ruurlo, das Haus der Fräulein Rosemarijn in Gelselaar, die Schule in Markvelde, das Haus von Jan Thomtidom (2022 abgerissen) in Holten und das Haus Frans van der Stegs in Lochem.
- Die Idee zum Buch kam Tonke Dragt, als sie Ende der 1940er Jahr mit ihrer Familie Urlaub in Gorssel machte und dort eines Tages eine Kreuzung mit sechs Wegen entdeckte. Nach 15 Jahren entstand daraufhin der Roman.[3]
- Karst van der Meulen schrieb auch das Drehbuch zur Serie.
- In der zweiten Folge (Der Mopro) ist der Eingang eines Kinos zu sehen, in dem der Jugendfilm De Bende van Hiernaast gezeigt wird, der 1980 ebenfalls von Karst van der Meulen gedreht wurde.
- Als 2006 die Idee einer Herausgabe auf DVD entstand, stellte sich heraus, dass der SWR das Material nach dem Auslaufen der Lizenz hatte vernichten lassen[4] und die Serie in der in Deutschland gesendeten Version auch in Archiven nicht mehr zur Verfügung stand. Die im Oktober 2007 erschienene DVD-Edition nutzt daher eine digital restaurierte niederländische Originalfassung (erkennbar am Vorspann). Die deutsche Tonspur wurde aus privat entstandenen VHS-Mitschnitten entnommen und durch aufwendige Nachbearbeitung auf das übliche Niveau von DVD-Veröffentlichungen gebracht.